# Atelierhaus Salzamt

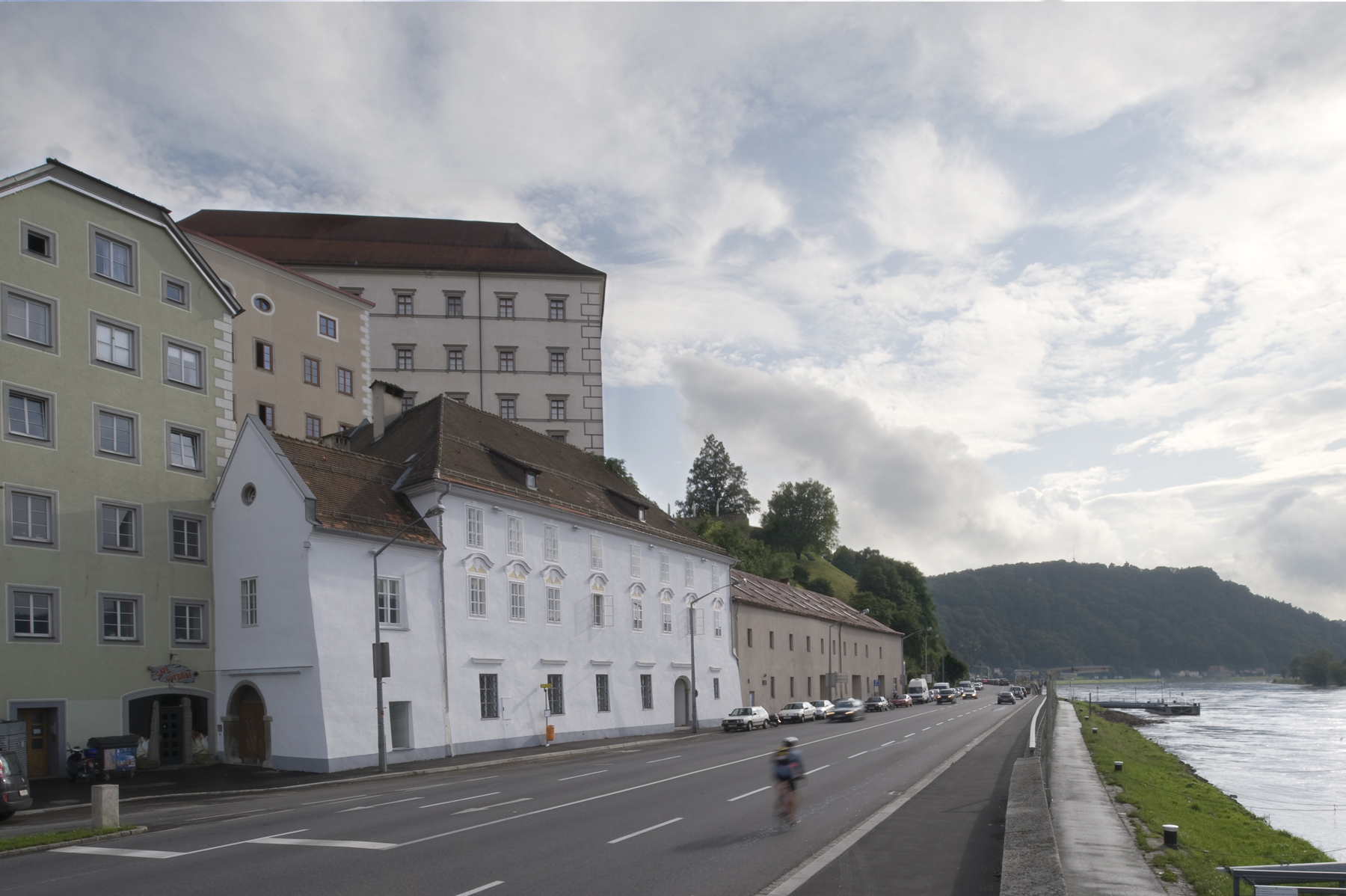
Das Atelierhaus liegt am Südufer der Donau unter dem Schlossberg

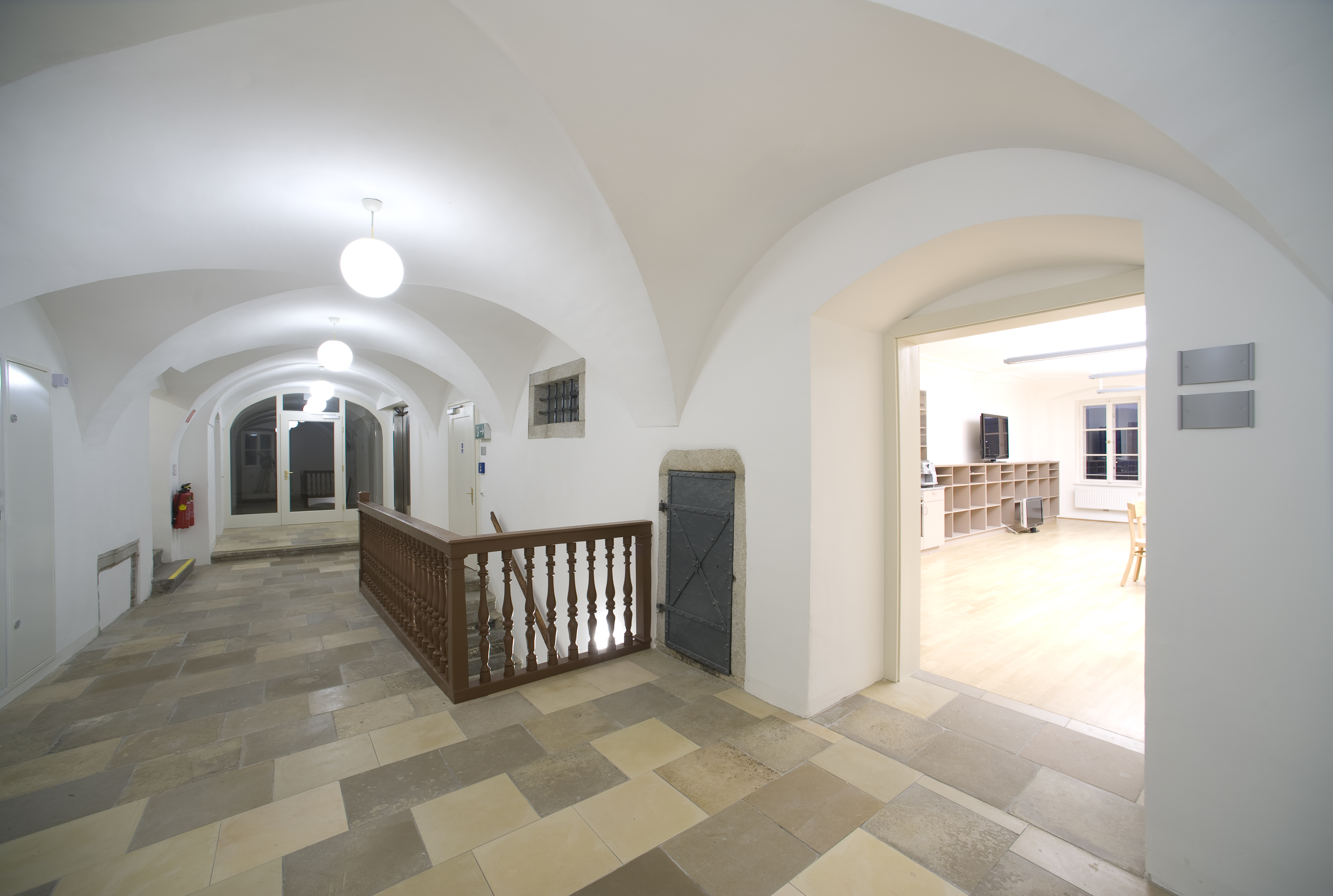
Gang mit Deckengewölbe mit Blick zum Gemeinschaftsraum

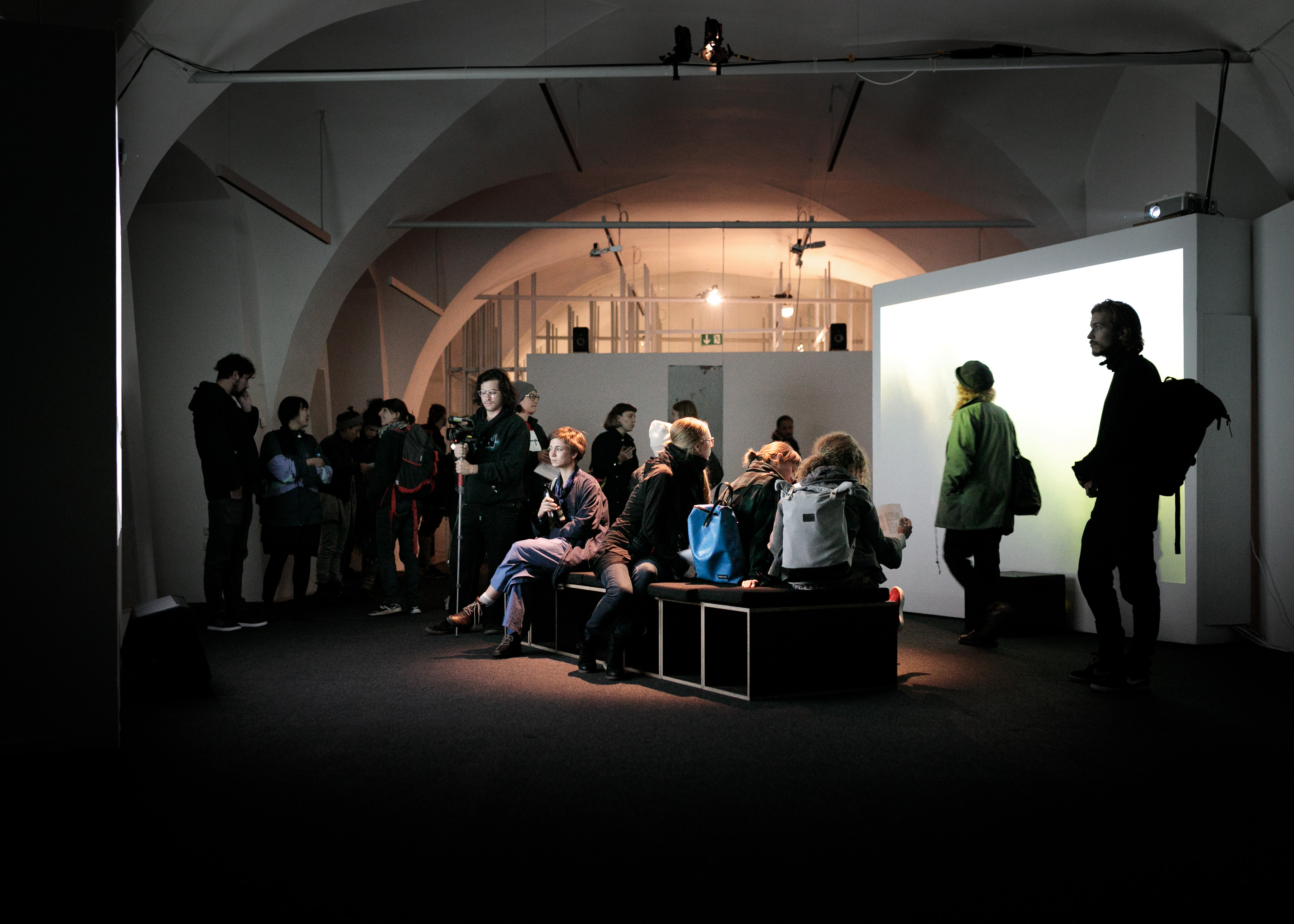
Ausstellungsansicht „SKANA“, 2018

Das Atelierhaus Salzamt Linz ist ein ehemaliges Salzamt am südlichen Ufer der Donau und wird von der Stadt Linz seit 2009 zur Förderung des internationalen Künstleraustausches in der bildenden Kunst genutzt.

## Geschichte
Im Jahr 1456 erbte der spätere Landeshauptmann Reinprecht V. von Walsee den Grashof an der oberen Donaulände. Landeshauptmann Wolfgang von Polheim ließ 1504 für König Maximilian Stallungen und Kasten im Grashof erbauen.
Nach der Einführung des Salzmonopols wurde im Grashof 1562 Salz ein Salzstadel für das Gmundner Salz errichtet, und bereits 1567 wurde mit dem Bau eines zweiten Stadels begonnen. 1619 wurden die kaiserliche Salzkammer und der Stadel auf der Stadtmauer neu errichtet, wobei der Salzstadel bereits 1661 wieder als baufällig bezeichnet wurde. Im Jahr 1706 wurde der Neubau der Salzkammer und des Salzstadels beschlossen, und anschließend errichtete man die heute existierenden Gebäude.
1911 wurde das Salzamt auf Obere Donaulände Nr. 15 baulich vom Salzstadel auf Nr. 17 abgetrennt.
In Anlehnung an die Initiative der Künstler Josef Fischnaller, Engelbert Kliemstein und anderer für ein freies Kunsthaus in Linz in den 1960er Jahren wurde das Haus, in dem Ausstellungen durchgeführt und Ateliers angeboten wurden, ab 2002 projektbezogen mit Kliemsteinhaus bezeichnet.
Zum Kulturhauptstadtjahr 2009 wurde das Salzamt von der Stadt Linz renoviert und zu Kleinwohnungen und Ateliers für bildende Künstler ausgebaut.

## Gebäude
Das 1706 neu errichtete, dreigeschoßige Gebäude der kaiserlichen Salzkammer weist seiner Entstehungszeit gemäß zahlreiche barocke Merkmale auf. Gänge, Ausstellungssaal und einige andere Räume verfügen über Kreuzgewölbe. Wo die Außenmauern auf der ehemaligen Stadtmauer aufbauen, sind sie stellenweise über 2 Meter dick.
Da das Gebäude dem Denkmalschutz unterliegt, wurde bei der im Jahre 2009 vollendeten Renovierung auf bestmögliche Erhaltung der ursprünglichen Bausubstanz Wert gelegt. So wurden in vielen Räumen die originalen Stuckdecken sowie die Riemenholzböden erhalten. Auch die Balkenkonstruktion des Dachstuhls wurde unverändert übernommen. Der Grundriss des Komplexes ähnelt dem Kleinbuchstaben „h“. Die Gesamt-Nutzfläche beträgt 1400 m². Zur Unterbringung der Haustechnik und für sanitäre Anlagen wurde ein Kellergeschoß eingebaut.

## Atelierhaus
2008 investierte die Stadt Linz für den Ankauf sowie die Renovierung und Adaptierung des Gebäudes einen Betrag von etwa vier Mio. Euro. Seit Juli 2009 ist das Atelierhaus Salzamt eine Kultureinrichtung der Stadt Linz in zentraler Lage an der Donau. Das Atelierhaus Salzamt ist ein Ort der Begegnung junger bildender Künstler aus dem In- und Ausland. Insgesamt stehen hier neun Ateliers zur Verfügung. Vier internationalen Stipendiaten wird jeweils eine kleine Wohneinheit und ein eigenes Atelier für einen Zeitraum von maximal zwei Monaten unentgeltlich zur Verfügung gestellt. Zusätzlich erhalten internationale Gastkünstler ein monatliches Stipendium zur Deckung der Lebenshaltungskosten. Ateliers und Wohnungen werden auch an Land Oberösterreich, Universität für künstlerische und industrielle Gestaltung Linz und Ars Electronica vermietet. Vier weitere Ateliers ohne Wohneinheit werden biennal und unentgeltlich an lokale Künstler vergeben.
Im Erdgeschoß ist neben den Räumlichkeiten des eigentlichen Atelierhauses ein Restaurant untergebracht, das von einem externen Pächter betrieben wird. Im Sommer dient ein allseits umschlossener Innenhof mit einem Arkadengang als Gastgarten.

## Ausstellungen
Im Ausstellungsraum des Salzamt werden im monatlichen Rhythmus meist thematische Gruppenausstellungen, ohne mediale Einschränkungen, im Bereich der Bildenden Kunst gezeigt.